# Silvio Gesell
Johann Silvio Gesell (Sankt Vith (ma Belgium), 1862. március 17. – Oranienburg-Eden, 1930. március 11.) német-argentin kereskedő, pénzelméleti szakember és a Freiwirtschaft-elmélet megalkotója volt.

## Magyarul
- A természetes gazdasági rend szabadföld és szabadpénz révén; ford. Síklaky István; Kétezeregy, Piliscsaba, 2004[5]